# Editura Canonica
Editura Canonica a fost înființată în anul 2007 în Cluj.

## Manifestul editurii
Editura se definește printr-o viziune argheziană  asupra cărții și a autorului: „Carte frumoasă, cinste cui te-a scris”. Acest moto caracterizează atât activitatea referenților de specialitate, personalități din domeniile editoriale, cât și cea a întregii echipe redacționale.
„Împreună cu tine, cititorule, credem că o carte nu are doar o anumită soartă, după spusa lui Terentianus Maurus , ci și un suflet pus în ea pentru toți cei care o înconjoară.
Acestea sunt regulile și măsurile noastre, într-un cuvânt canonul nostru.”

## Domenii editoriale
Științe exacte (chimie, fizică, matematică), științe medicale, științe ale limbii / literatură, științe sociale (drept, sociologie), științe ale educației & psihologie, psihiatrie, artă (lucrări teoretice, albume), teologie, carte pentru copii, manuale (școlare, universitare), suporturi didactice.

## Ultimele apariții
Angela Hanc, Scene din viața Maicii Domnului [carte de colorat cu fragmente din Mica Biblie și rugăciuni către Maica Domnului], 40 p., o abordare plină de farmec și de culoare prin care sunt re-prezentate, pe înțelesul copiilor, minunile credinței. Cartea este prefațată de pr. prof. univ. dr. Ioan Chirilă, decanul Facultății de Teologie Ortodoxă din cadrul Universități „Babeș-Bolyai” Cluj-Napoca Arhivat în 29 iulie 2008, la Wayback Machine..